# Odznaka „Za Zasługi dla Województwa Suwalskiego”

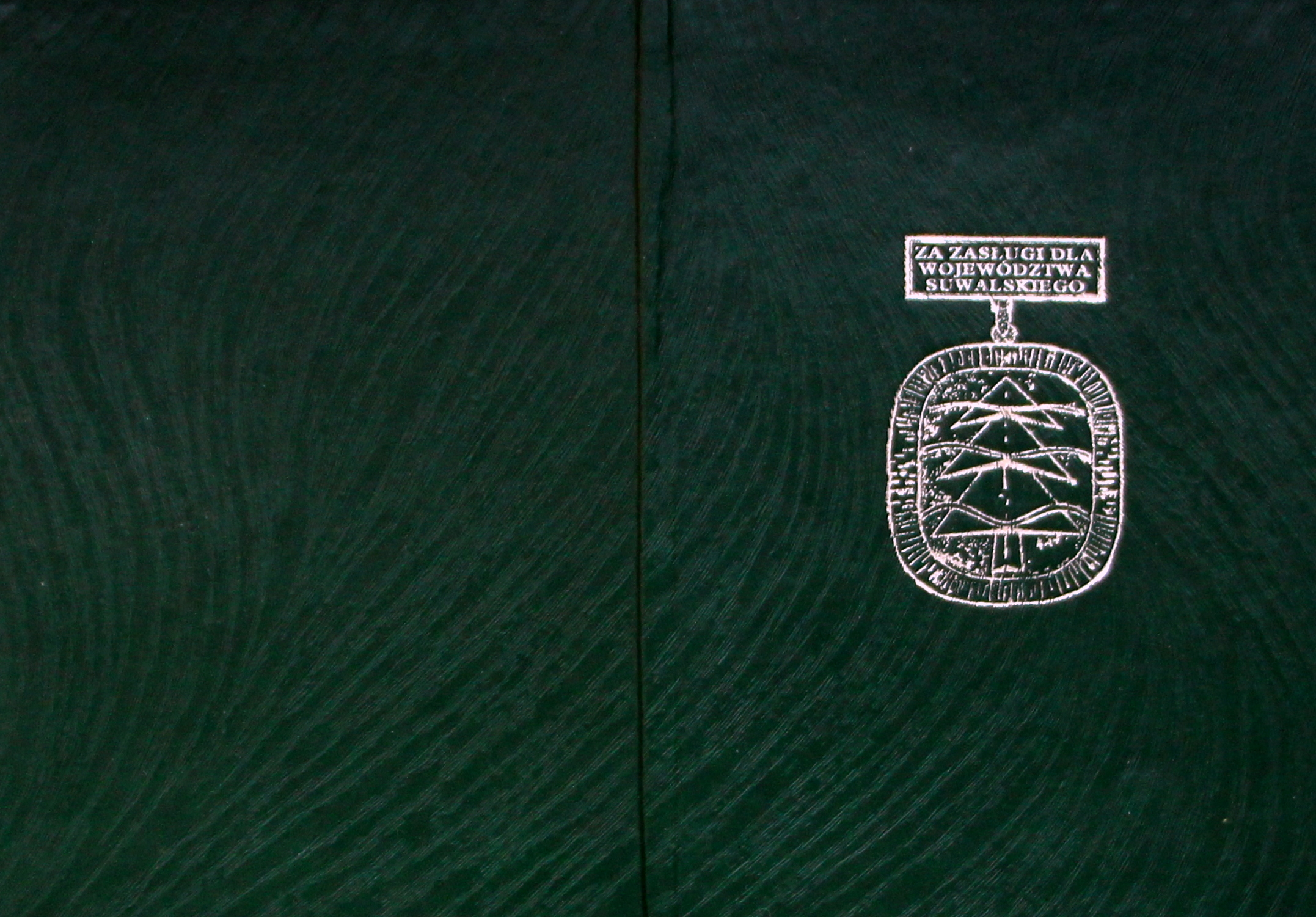
Okładka legitymacji odznaki z 1995

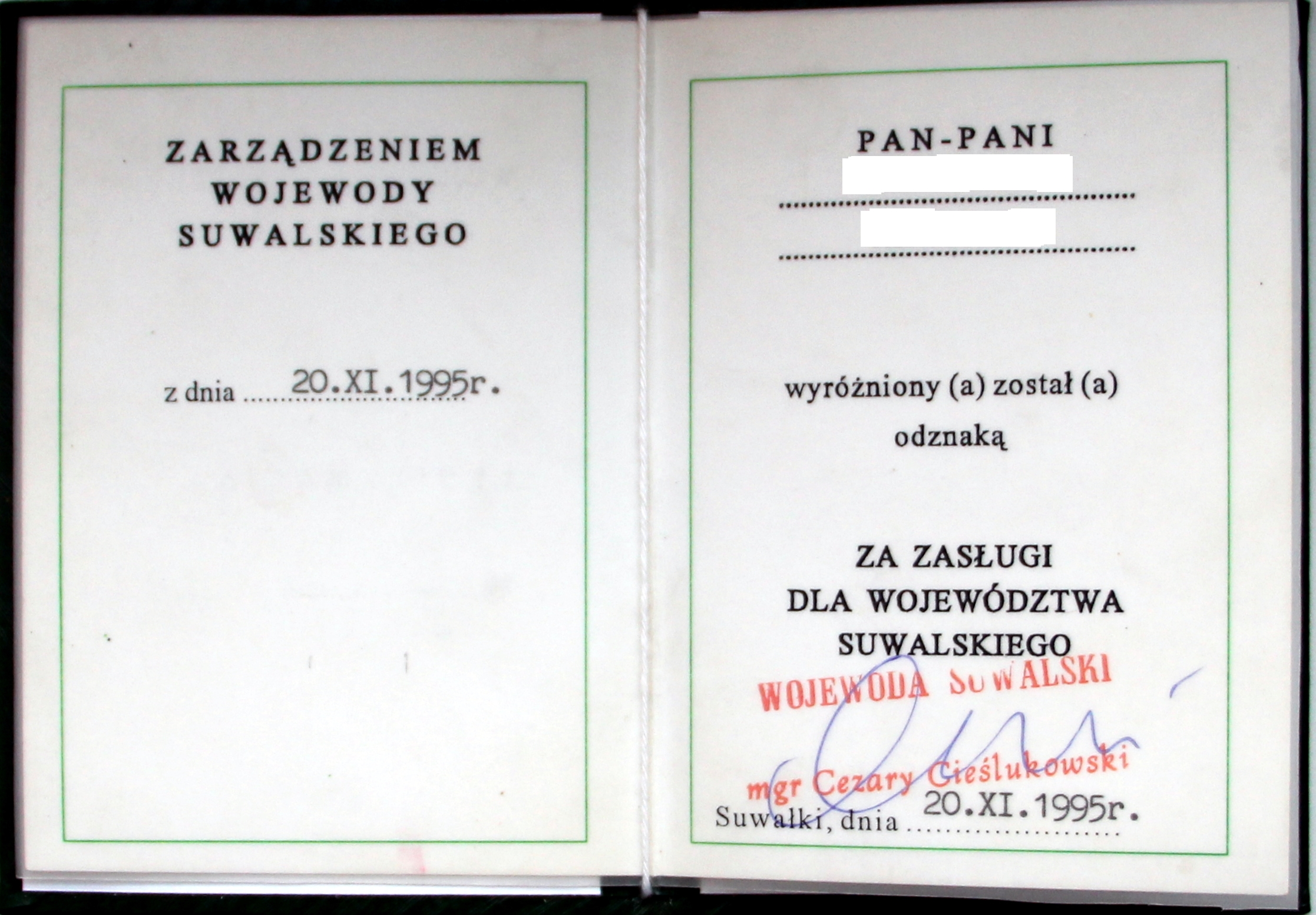
Wnętrze legitymacji odznaki z 1995

Odznaka „Za Zasługi dla Województwa Suwalskiego” – polskie odznaczenie samorządowe władz województwa suwalskiego  ustanowione 28 czerwca 1978 w formie jednostopniowej odznaki.

## Charakterystyka
Odznakę ustanowiono w celu wyrażenia uznania obywatelom, załogom zakładów pracy i organizacjom społecznym za ich ofiarną i owocną pracę w tworzeniu nieprzemijających wartości w życiu społeczno-gospodarczym i kulturalnym województwa suwalskiego oraz wyrażając uznanie patriotycznym i ideowym postawom obywateli, w celu dalszego upowszechniania wzorców twórczej i zaangażowanej ich działalności w rozwoju województwa suwalskiego.
Nadawana była osobom, które wyróżniły się całokształtem pracy zawodowej lub działalnością społeczną i przyczyniły się do rozwoju województwa suwalskiego, przez Prezydium Wojewódzkiej Rady Narodowej w Suwałkach z jego własnej inicjatywy, albo na wniosek: Przewodniczącego WRN, Wojewody Suwalskiego, przewodniczącego rady narodowej stopnia podstawowego, Prezydenta (naczelnika) miasta, naczelnika gminy (miasta i gminy), upoważnionego organu władz politycznych, społecznych, związkowych lub spółdzielczych lub działającego w porozumieniu z właściwym organem administracji państwowej — dyrektora (kierownika) nie podporządkowanego radzie narodowej, przedsiębiorstwa, zakładu lub instytucji.
Odznakę nadawano z okazji świąt narodowych, rocznic państwowych, świąt i uroczystości o charakterze branżowym (związkowym) oraz z okazji innych okoliczności o znaczeniu lokalnym. Mogła być nadana tylko raz, a przy jej przyznawaniu uwzględniano postawę społeczną osoby fizycznej, jej aktywność i przodownictwo w pracy oraz osiągnięte wyniki. Mogła być nadana za szczególne osiągnięcia również zakładom pracy, instytucjom i organizacjom.
Podstawowymi kryteriami nadawania odznaki były:
- dla osób fizycznych:
  - zasługi w pracy na rzecz rozwoju społeczno-gospodarczego w województwie,
  - szczególne osiągnięcia w pracy zawodowej i działalności społeczno-politycznej,
  - wysokie wyniki w produkcji rolnej,
  - jubileusz pracy kandydata;
- dla jednostek organizacyjnych:
  - tworzenie trwałych i nieprzemijających wartości w życiu społeczno-gospodarczym i kulturalnym województwa,
  - uroczystości związane z rocznicą powstania zakładów pracy i instytucji,— przedterminowa realizacja planów gospodarczych,
  - oszczędności materiałowe i przedterminowe oddawanie do użytku obiektów inwestycyjnych,
  - uzyskanie dobrych wyników we współzawodnictwie pracy[2].

Odznakę otrzymali też wszyscy wpisani do „Honorowej Księgi Zasłużonych dla Województwa Suwalskiego”. Osoby prawne mogły umieszczać odznakę na sztandarach. W przypadku zagubienia odznaki, na uzasadniony wniosek osoby zainteresowanej — Wojewódzka Komisja Odznaczeń mogła wydać emblemat i wtórnik dokumentu nadania.

## Wygląd
Odznaka wykonywana była z metalu koloru jasnego brązu (patynowany tombak) o owalnym kształcie z okalającym ją otokiem o wymiarach 29 × 25 mm. Na awersie znajdowała się kompozycja przedstawiająca drzewo świerkowe przecięte trzema wstęgami rzek. Odznaka zawieszona była na metalowej zawieszce w kształcie prostokąta o wymiarach 20 × 6 mm połączonej z odznaką jednoczęściowym ogniwem. Na zawieszce odznaki znajdował się napis „ZA ZASŁUGI DLA WOJEWÓDZTWA SUWALSKIEGO”. Rewers był gładki. Wykonano również odznaki w innych wymiarach – indywidualna: owal 31 × 25 mm, zawieszka 21 × 7 mm, zbiorowa: owal 58 × 46 mm, zawieszka: 39 × 14, a także – indywidualna: owal 29 × 25 mm, zawieszka 21 × 8 mm, zbiorowa: 57 × 46 mm. Na odwrocie zawieszki znajdowała się agrafka służąca do mocowania na ubiorze.